# Nathalie Dechy
Nathalie Dechy (Les Abymes, 21 de fevereiro de 1979) é uma ex-tenista profissional francesa, conhecida por ser uma especialista em duplas.

## Grand Slam finais

### Duplas (2 títulos)
| Ano  | Campeonato | Parceira       | Oponentes                        | Placar      |
| 2006 | US Open    | Vera Zvonareva | Katarina Srebotnik Dinara Safina | 7–6(5), 7–5 |
| 2007 | US Open    | Dinara Safina  | Yung-Jan Chan Chia-Jung Chuang   | 6–4, 6–2    |

### Duplas Mistas (1 título)
| Ano  | Campeonato    | Parceira | Oponentes                         | Placar   |
| 2007 | Roland Garros | Andy Ram | Katarina Srebotnik Nenad Zimonjić | 7–5, 6–3 |

#### Vice (1)
| Ano  | Campeonato          | Parceiro | Oponentes                  | Placar   |
| 2009 | Aberto da Austrália | Andy Ram | Sania Mirza Mahesh Bhupati | 6–3, 6–1 |

## WTA Títulos (8)

### Simples (1)
| N. | Data            | Torneio               | Piso | Oponente                | Placar        |
| 1. | Janeiro 5, 2003 | Gold Coast, Austrália | Duro | Marie-Gayanay Mikaelian | 6–3, 3–6, 6–3 |

### Duplas (7)
| N. | Data               | Torneio                 | Piso    | Parceira        | Oponentes                                     | Placar               |
| 1. | Fevereiro 10, 2002 | Paris, França           | Carpete | Meilen Tu       | Elena Dementieva Janette Husárová             | Walkover             |
| 2. | Setembro 10, 2006  | U.S. Open               | Duro    | Vera Zvonareva  | Dinara Safina Katarina Srebotnik              | 7–6(5), 7–5          |
| 3. | Maio 14, 2007      | Roma, Itália            | Saibro  | Mara Santangelo | Tathiana Garbin Roberta Vinci                 | 6–4, 6–1             |
| 4. | Setembro 9, 2007   | U.S. Open               | Duro    | Dinara Safina   | Chan Yung-jan Chuang Chia-jung                | 6–4, 6–2             |
| 5. | Janeiro 5, 2009    | Auckland, Nova Zelândia | Duro    | Mara Santangelo | Nuria Llagostera Vives Arantxa Parra Santonja | 4–6, 7–6(3), [12–10] |
| 6. | Março 2, 2009      | Monterrey, México       | Duro    | Mara Santangelo | Iveta Benešová Barbora Záhlavová-Strýcová     | 6–3, 6–4             |
| 7. | Maio 18, 2009      | Strasbourg, França      | Saibro  | Mara Santangelo | Claire Feuerstein Stéphanie Foretz            | 6–0, 6–1             |